# 宮田バスストップ
宮田バスストップ（みやだバスストップ）は、長野県上伊那郡宮田村にある中央自動車道上のバス停留所である。
案内上のバス停名は中央道宮田。宮田村の市街地にあるバスストップ「宮田」とは別。

## 停車する路線
- 飯田 - 新宿線（中央高速バス、伊那バス・信南交通・アルピコ交通・京王バス）
西春近BS - 宮田BS - 駒ヶ根BS
- 飯田 - 横浜線（ベイブリッジ号、伊那バス）
西春近BS - 宮田BS - 駒ヶ根BS
- 飯田 - 長野線（みすずハイウェイバス、伊那バス・信南交通・アルピコ交通）
西春近BS - 宮田BS - 駒ヶ根BS
- 飯田 - 立川線（立川バス、京王バス、伊那バス）
西春近BS - 宮田BS - 駒ヶ根BS
- 駒ヶ根・伊那 - 新宿線（トラビスジャパン）
西春近BS - 宮田BS - トラビス駒ヶ根インター
- 駒ヶ根・飯田 - 京都・大阪線（トラビスジャパン）
西春近BS - 宮田BS - トラビス駒ヶ根インター

## バス停へのアクセス
JR飯田線宮田駅よりタクシーで5分、または徒歩25分。

## 隣
E19 中央自動車道
(23) 伊那IC/伊那BS - (23-1) 小黒川PA/スマートIC - 西春近BS - 宮田BS - (24) 駒ヶ根IC/駒ヶ根BS